# 采代夫苏伦·蒙赫扎娅
采代夫苏伦·蒙赫扎娅（1986年6月13日—），蒙古女子柔道运动员，2009年亚洲柔道锦标赛女子63公斤级铜牌得主、2011年亚洲柔道锦标赛女子63公斤级铜牌得主、2012年亚洲柔道锦标赛女子63公斤级银牌得主、2015年世界柔道锦标赛女子63公斤级铜牌得主、2015年亚洲柔道锦标赛女子63公斤级金牌得主。